# Джаны-Джол (Чуйский район)
Джаны-Джол (кирг. Жаңы-Жол) — село в Чуйском районе Чуйской области Кыргызстана. Входит в состав Ак-Бешимского аильного округа. Код СОАТЕ — 41708 223 802 02 0.

## География
Село расположено в северной части области, в Чуйской долине, на расстоянии приблизительно 2 километров (по прямой) к западу-юго-западу (WSW) от города Токмак, административного центра района. Абсолютная высота — 843 метра над уровнем моря.

## Население
| год     | 2009 | 2014 | 2015 |
| ------- | ---- | ---- | ---- |
| человек | 1216 | 1438 | 1435 |